# Turma da Mônica Jovem
Turma da Mônica Jovem é uma publicação mensal dos Estúdios Mauricio de Sousa lançada em agosto de 2008. Trata-se de uma releitura dos personagens da Turma da Mônica em versões adolescentes, em traços e linguagem que remetem aos mangás japoneses e histórias que buscam dialogar com o público pré-adolescente. Com edições que já chegaram a atingir tiragens superiores a 500 mil exemplares, é uma das séries de histórias em quadrinhos mais vendidas no mundo.
Em janeiro de 2019, a série passou a ser publicada nos Estados Unidos pela editora Papercutz com o título "Monica Adventures".

## Enredo
A série começa sete anos à frente da Turma da Mônica original, servindo como uma concepção do futuro dos personagens, agora na faixa dos 15 anos. Em um Bairro do Limoeiro que mescla referências típicas do jovem atual com novidades ainda longe da realidade, como viagens espaciais, traquitanas hipertecnológicas, supervilões e organizações secretas - como a misteriosa DI.NA.MI.CA, que controla assuntos fora do controle humano - os quatro amigos inseparáveis, que viveram tantas aventuras quando crianças, hoje conciliam suas aventuras com as responsabilidades do colégio, dramas da idade mais complicada da vida e as inevitáveis confusões amorosas que todo jovem acaba tendo que enfrentar em algum momento da vida. Mônica, Cebola, Cascão e Magali ainda são os mesmos que todos conhecemos, mas como toda criança que vira adolescente, "cresceram e estão diferentes".

## Personagens Principais

### Mônica
Alegre, meiga e ainda um pouco dentucinha, Mônica se tornou uma garota esbelta e muito bonita. Muito determinada, sempre luta até o fim quando quer algo. Apesar de ainda ser geniosa, sempre está disposta a ajudar seus amigos às vezes até deixando seu próprio bem-estar de lado para isso. Não esconde seu grande amor pelo Cebola, seu antigo amigo-rival de infância. Sua insegurança, no entanto, já a levou a criar desafetos por puro ciúmes, como a tímida Irene, única garota do bairro com a qual não consegue firmar uma amizade. Após uma relação de idas e vindas agravada pelos planos de Cebola de "derrotá-la", Mônica começou a namorar outro amigo de infância, Do Contra, em um arco iniciado na edição 68 e que chegou ao fim na edição 96. Atualmente, Mônica e Cebola reataram o namoro na edição 100.

### Cebola
Esperto e muito inteligente, Cebolácio Júnior Menezes da Silva, vulgo "Cebola", hoje rejeita seu apelido de infância. Mesmo assim, vive sendo chamado amigavelmente de careca por seu amigo Cascão, mesmo não tendo mais apenas seus característicos cinco fios de cabelo. Mesmo após tratar sua dislalia com um fonoaudiólogo, ainda costuma trocar as letras quando fica nervoso - especialmente quando precisa encarar Mônica, cuja competição de infância se transformou em amor e flertou com o namoro por várias vezes. Tem a meta pessoal de "dominar o mundo" com seus planos, mas acreditava que apenas terá a confiança necessária para namorar a Mônica quando conseguisse derrotar a mesma, para assim poder sentir-se merecedor do amor de sua amiga. Tem o péssimo hábito de tirar conclusões precipitadas sobre as coisas, como achar que o beijo da Mônica e DC que aconteceu na edição 68 era um plano infalível da Mônica para deixá-lo enciumado e assim, finalmente fazê-lo voltar a namorar com ela. Atualmente, Cebola retornou o namoro com a Mônica na edição 100.

### Cascão
Cássio Marques de Araújo, ou apenas Cascão é um menino esperto, criativo, descolado e muito bagunceiro, Cascão não é mais o menino mais sujinho do mundo e, mesmo a contragosto, quebrou sua invencibilidade à água, mantendo um padrão de higiene razoável. Adotou um estilo street em seu vestuário e adora praticar esportes radicais, como por exemplo o Parkour, no qual é especialista como aparece na edição 10. Além de ser a estrela do time de futebol do Colégio do Limoeiro, no qual ele é o centroavante. Nerd de carteirinha, é fã de quadrinhos e ficção científica - em especial do super-herói Cosmo-guerreiro, assunto do qual se tornou uma autoridade, conhecendo todos os episódios de cor. Ainda grande parceiro e confidente de Cebola em suas empreitadas, não costuma dar tanta atenção pra seu namoro com Maria Cascuda, com quem está sempre em conflito.

### Magali
Carinhosa, meiga e aficionada por gatos, Magali ainda é a melhor amiga de Mônica e pensa muito em comida, mas não se limita mais à mera gulodice de criança. Hoje mais controlada, segue uma reeducação alimentar para manter-se saudável. Ainda mantém seu namoro com Quinzinho, o filho do padeiro - embora tenha desenvolvido nos últimos anos uma paixão platônica por Rubens, seu professor de ciências, e já tenha esboçado uma quedinha pontual pelo seu velho amigo Cascão em um momento de fraqueza. Desde os eventos narrados na edição 63, Magali começou a manifestar poderes até então adormecidos de bruxa, herdando as expertises de sua Tia Nena sem se dar conta. Imaginativa e prestativa, nunca deixa de se preocupar com seus amigos, buscando ajudá-los sempre com o que pode oferecer - nem que seja apenas um ombro amigo e uma palavra de amizade.

## Temática
Inicialmente, a Turma da Mônica Jovem não tinha uma linha editorial clara, fazendo com que houvesse histórias de diversos gêneros, como paródia e aventura, com elementos de mangá, cultura pop e RPG. Isso fez com que o traço dos personagens fosse inconsistente, o que tornou-se uma das maiores reclamações dos fãs.
As histórias de Emerson Abreu tornaram-se populares por serem do gênero humor e terror, com a Supersaga do Fim do Mundo sendo a saga mais popular da TMJ. As narrativas de Emerson eram conhecidas por serem imprevisíveis e se conectarem com outras revistas da MSP, como Turma da Mônica e Chico Bento Moço. Várias histórias de Emerson tornaram-se polêmicas e ele quase foi proibido pela Panini de escrever histórias de terror. Em 2016, Emerson deixou de escrever para a TMJ por causa do estresse que vinha sofrendo. Assim, a Supersaga ficou incompleta.
Ao fim da primeira série, a TMJ ganhou uma linha editorial mais politicamente correta. O traço continuou inconsistente, e na terceira série a identidade de mangá foi substituida por desenho digital, com os personagens ganhando corpos e penteados mais modernos.

## Popularidade
A Turma da Mônica Jovem foi criada para atender uma demanda de mercado na faxa da adolescência. De acordo com Mauricio de Sousa, "a infância começou a encolher. Nossos leitores, que antes nos largavam com 14 ou 15 anos e só voltavam bem depois quando tinham filhos, passaram a largar com 10 ou 11".
Após seu lançamento, a revista foi criticada pelas diferenças com os gibis da Turma da Mônica, tanto as características dos personagens quanto o estilo de história. Porém logo em seu primeiro ano foi um sucesso de vendas. As quatro primeiras edições venderam 1,5 milhão de exemplares, superando super-heróis americanos como Batman e Superman. Em 2011,Turma da Mônica Jovem #34 vendeu 500 mil cópias, superando a Liga da Justiça, da DC Comics, que vendeu apenas 100 mil cópias. Esta é a edição onde a Mônica beija o Cebolinha.

## Edições
Lançada nas bancas sempre no último fim de semana de cada mês, as edições costumam trazer tramas completas em 120 páginas, com raras concessões a arco de duas a quatro edições. Seguindo as convenções do "Estilo Mangá", as histórias costumam ser publicadas em preto-e-branco, em encadernações brochura de 16 x 21 cm. Cada edição ainda acompanha um editorial assinado por Mauricio de Sousa (Fala, Mauricio), que costuma refletir sobe temas abordados na trama do mês ou mesmo trazer novidades sobre a publicação.
Na contramão das demais publicações dos Estúdios Mauricio de Sousa, que não costumavam creditar de forma direta os profissionais responsáveis por cada história, Turma da Mônica Jovem sempre traz em seu expediente, a relação da equipe criativa de cada edição. A roteirista Petra Leão foi por um bom tempo responsável pelo texto da maioria das edições, ao lado de Marcelo Cassaro (responsável pelo layout de seus roteiros), elaborando tramas sob a aprovação prévia de Mauricio e sua equipe. Somente em 2015, as histórias passaram a ser creditadas na linha tradicional.
No entanto, desde setembro de 2014, a partir do bastante comentado arco de histórias "Umbra" de Emerson Abreu, a revista passou a adotar de forma mais contundente o rodízio de roteiristas, no qual os três autores mais frequentes neste período - Emerson, Petra e Cassaro - passaram a desenvolver arcos paralelos de histórias que se influenciam de forma periférica, cada qual seguindo seu próprio estilo.
Os roteiros de Petra Leão desenvolvem a vida escolar e os conflitos amorosos entre os personagens centrais da turma, tanto através de histórias fechadas quanto por pequenos arcos. Responsável por escrever a maioria dos pontos-chaves da vida amorosa de Mônica e Cebola na primeira coleção (pedido de namoro em "Quer Namorar Comigo?", rompimento em "A Decisão" e reconciliação em "Eles Voltaram!"), os roteiros de Petra formam o cânone principal seguido pelos demais roteiristas.
Já as histórias de Emerson Abreu obedecem uma mitologia própria de acontecimentos que mesclam suspense, terror e comédia, sempre dentro da chamada "Supersaga do Fim do Mundo" que está em sua segunda temporada. A trama da "Supersaga", que teve inicio em "Sombras do Passado", tem como principal enredo, o mistério de quem é a "Serpente".
Finalmente, os textos de Marcelo Cassaro usam de referências de ficção científica e fantasia para complementar histórias que dialogam com o cotidiano da turma.
Flávio, por sua vez, roteiriza arcos especiais, em sua maioria desconsiderados do cânone da revista, como a edição histórica 50: "O Casamento do Século" (que imagina um futuro em que Mônica e Cebola, já adultos, se unem e experimentam a vida de casados).

### Divisão por séries
Em dezembro de 2016, após chegar em sua centésima edição, a numeração de Turma da Mônica Jovem foi reiniciada. Tal como aconteceu com a Turma da Mônica Clássica pela Panini, ao chegar à mesma marca no ano anterior. A numeração reiniciada é um atrativo comercial para saciar o habitual desejo de novos leitores por ter uma "Edição 1" em sua coleção, ao mesmo tempo que encerra um ciclo para colecionadores de longa data.
A cronologia da revista continua a mesma. O início da segunda coleção marca uma nova fase da vida da turma a partir da reconciliação do namoro entre Mônica e Cebola, fato que encerra a primeira coleção. A segunda coleção segue como a continuação da "Supersaga do Fim do Mundo".
A primeira edição da Série II, "...Te Amo Para Sempre!", traz mudanças no layout da revista, alterando a apresentação das seções (Página de Rosto; Índice; Fala, Mauricio e Expediente), logotipo (reestilizado, mantendo as cores originais), design de capa (selos da Mauricio de Sousa Editora, Panini Comics e Planet Mangá posicionais no inferior da capa e assinatura do Mauricio de Sousa no alto, à direita), segunda e terceira capas (ilustrações à lápis e CYAN azul) e adiciona uma Galeria de Esboços em substituição à "Nananinanão", página que orientava a direção de leitura da revista, oposta aos mangás.
A segunda série também altera a classificação indicativa da revista, que passa de 10 para 12 anos. Além da classificação indicativa, a revista ganha cinco novos roteiristas: Edson Itaborahy, Wagner Bonilla, Daniela Nascimento, Carlos Estefan e Felipe Marcantonio.
no dia 16 de abril de 2021, a MSP anunciou o lançamento da terceira série da revista, que foi lançada no mês de maio. para promover o lançamento da série, a edição 152 (A volta da yuka, última edição da 2ª série) trouxe as primeiras páginas da primeira edição da série (número 153 da revista). a revista também ganhou um novo logo, que foi exibido na primeira edição, e a numeração foi reiniciada novamente. nas últimas páginas da edição final da segunda série, percebe-se o novo estilo gráfico dos personagens, que passaram por profundas mudanças, bem como o universo onde estão inseridos. 
Além disso, alguns personagens mencionados nas séries anteriores fazem suas primeiras aparições, como Acácio Félix (pai da Ramona) e Tia Nena (tia-avó da Magali). O redesign dos personagens também pode ser visto na seção Na Próxima Edição... Além disso, foi anunciado que a versão jovem da personagem Milena fez sua estreia na primeira edição da 3ª Série (Lendas do Recomeço). A terceira série também ganhou um site exclusivo, com conteúdo sobre a série e uma experiência pelo Bairro do Limoeiro em 3D, além do jogo Enigma do Limoeiro.
De acordo com o site Omelete, cada edição da terceira fase conta com três histórias: a principal, que é concluída em um arco de seis edições (os dois primeiros arcos) e quatro edições (a partir de Ascensão do Limiar), e outras duas no estilo one-shots, termo utilizado nos mangás para definir histórias que contenham somente um capítulo não fazendo parte de uma série, seja ele curto e publicado de uma só vez ou longo e postado em partes. Todos as one-shots começam e terminam na própria edição. Cada história principal possui 60 páginas e as one-shots, 30 páginas cada uma. A partir da 2ª Edição da Terceira Série (Realidade Ampliada), os assinantes ganham um box para guardar as edições do primeiro arco (Lendas do Recomeço). O mesmo acontece com a 9ª Edição (A Ceifeira), do arco Uma Luz Que Se Apaga, com a 16ª Edição (Alento), a última do arco Ascensão do Limiar, com a segunda edição do arco Tretas do Coração (A Fila Anda), com a segunda edição do arco Eterno Retorno (Despertar), com a primeira edição do arco Vampirisa (Edição Homônima) e com as segundas edições dos arcos Reflexos & Sombras (Todos Os Medos), Chuva de Meteoros (Umbromancia) e Todas As Cores (Consequências). Além disso, os quatro últimos arcos ganharam filtros especiais no Instagram como parte da divulgação. A 3ª Série é a única (até o momento) que ganhou boxes para cada arco/edição lançados.

## Roteiristas

### 1ª Série (2008-2016)

#### Edições Individuais
| Roteirista                | Edições |
| Emerson Bernardo de Abreu | Eu Cresci! (0), As Aventuras do Dia-A-Dia! (5 [minihistória Os Meninos São Todos Iguais!]), Dia das Bruxas (63) & O Parque Assombrado (99) |
| Flávio Teixeira de Jesus  | As Aventuras do Dia-A-Dia! (5 [minihistórias Onze Coisas Que As Garotas Amam!! & Pai! Me Empresta A Chave do Carro?]), Um Dia de Agito! (20), O Casamento do Século (50), Somos Todos Nerds (88) & O Apanhador de Pesadelos (98) |
| Marcelo Cassaro           | Cuidado Com O Que Deseja (32), O Jogo dos Reis (40), A Invasão dos Robôs-Zumbis (48), Academia de Ninjas (77), Um Novo Amor? (82), Emergência Médica (87), Nunca Mais! (93), Dentuça, Eu? (94), Reinado dos Jovens (95) & Eterno Despertar (97) |
| Petra Leão                | O Príncipe Perfeito (9), Conta Comigo! (10), Desafio Sobre Patins (25), Divisão Por Dois (31), O Peso de Um Problema (33), Quer Namorar Comigo? (34), Baile À Fantasia (35), O Show Deve Continuar (36), Um Mundo Diferente (37), Masmorras & Dragões (38), Histórias de Arrepiar (39), Cascão, O Mestre do Vulcão (41), Torneio de Games (42), Bullying: Além do Limite (45), Amor de Anjo (46), Bem-Vindos Ao Japão (47), O Novo Capitão Feio (49), Tem Gato No Meu Café! (53), Cheia de Onda (54), Meu Futuro (55), Sem Medo (56), Veneno Virtual (57), Conflitos de Gerações (58), Encontro Marcado (59), Os Opostos Se Atraem (60), A Nova Mônica (61), Campeões da Justiça (62), Eu Sou Você (64), Par Perfeito (67), Jogos Mortíferos (68), A Decisão (69), Nosso Filhote (70), Garoto Solteiro Procura (71), Meu Ídolo (72), Caçadores de Androides (73), Sangue Fresco (89), Dentuça, Eu? (94), Desencontros... (96) & ELES VOLTARAM! (100) |

#### Arcos (Minissagas)
| Roteirista                | Edições |
| Emerson Bernardo de Abreu | Sombras do Passado (51 & 52), Umbra (74, 75 & 76), Férias Na Praia (78), Sombras do Futuro (79), Herdeiros da Terra (83 & 84) & A Torre Inversa (90, 91 & 92) |
| Flávio Teixeira de Jesus  | Eles Cresceram! (1), A Aventura Continua! (2), Novos Desafios! (3), Fortes Emoções... (4) & No País das Maravilhas (21 & 22) |
| Marcelo Cassaro           | O Brilho de Um Pulsar (6, 7 & 8) & Monstros do ID (15, 16 & 17) |
| Petra Leão                | Ser Ou Não Ser? (11 & 12), O Dono do Mundo! (13 & 14), Surge Uma Estrela (18 & 19), O Caderno do Riso (23 & 24), O Aniversário de 15 Anos da Marina (26, 27 & 28), O Mundo do Contra (29 & 30), Tesouro Verde (43 & 44), A Brigada dos Ossos Cruzados (65 & 66), Circo Macabro (80 & 81) & A Estranha História de Sarah (85 & 86) |

#### Edições Especiais Em Cores
| Roteirista               | Edições |
| Petra Leão               | O Segredo do Acampamento (TMJ), O Grande Prêmio (Cebola Jovem), Coração & Garra (Magali Jovem) & O Monstro do Mar (Cascão Jovem) |
| Flávio Teixeira de Jesus | Lembranças (Mônica Jovem) |

### 2ª Série (2016-2021)

#### Edições Individuais
| Roteirista                    | Edições |
| Flávio Teixeira de Jesus      | ...Te Amo Para Sempre! (101), Um Mundo de Distância (102), Cebola Na Austrália (106), Odisseia Infinita (125), Recordações (151) & A Volta da Yuka (152) |
| Marcelo Cassaro               | Presente de Grego (103), A Dança da Lua (113), Mistério Submarino (117), Entre A Luz & A Escuridão (118), Japão Nosso de Cada Dia (119), Sabotagem (120), Briga Entre Irmãos (123), A Capitã Cascuda (124), Os Mais Jovens Heróis da Terra (126), O Mundo de Maria Cebola (129), O Cecê do DC (134), Amor Reprimido (135), O Mistério do Bumerangue (140), Soldado Estelar (141), O Mistério do Farol (145), Parque das Maravilhas (147) & De Médico & Louco (149) |
| Petra Leão                    | Mônica & O Cavaleiro (104), Terrível Obsessão (108), Evolução das Máquinas (111), Perigo Eletrônico (121) & Parque das Maravilhas (147) |
| Edson Luís Itaborahy          | Entre O Céu & O Inferno (105), O Desaparecimento dos Mágicos (112), Influenciadora Digital (116) & Amnésia (144) |
| Daniela Nascimento            | Apatia (107), O Sumiço do Cebola (109), As Sete Pragas do Limoeiro (110), No Controle (122), Sujeira Digital (132), Invasão do Limoeiro (136), O Segredo dos Frufrus (146) & Deixa O Like (150) |
| Carlos Estefan                | A Melodia Perfeita (127) |
| Felipe Marcantonio            | A Sociedade dos Ossos (128), Além de Jurerê (130), O Mestre dos Vilões (131), O Dia de D.I.V.A. (133), Peso Perigoso (137), O Intercâmbio da Aninha (139), Brigada do Limoeiro (142) & Desafio Dimensional (148) |
| Rafael Calça                  | Diário de Viagem (138) |
| Alice Keiko Takeda            | O Outro Lado da Moeda (143) & O Segredo dos Frufrus (146) |
| Marina Takeda e Sousa Cameron | O Segredo dos Frufrus (146) |
| Emerson Agune                 | O Segredo dos Frufrus (146) |
| Wagner Bonilla                | O Segredo dos Frufrus (146) |

#### Arcos (Minissagas)
| Roteirista     | Edições                         |
| Wagner Bonilla | O Portal das Trevas (114 & 115) |

### 3ª Série (2021-atualmente)

#### Arcos & Edição Especial
| Roteirista               | Edições |
| Flávio Teixeira de Jesus | Lendas do Recomeço (0) |
| Marcelo Cassaro          | Lendas do Recomeço (153), Realidade Ampliada [Re-Am] (154), Falhas & Sonhos (155), Versus (156), Respostas (157) & Battle Royale (158); Uma Luz Que Se Apaga (159), É Pra Você! (160), A Ceifeira (161), Jovens & Erros (162), Tempestade (163) & Despedida (164); A Volta dos Robôs-Zumbis (193), Pós-Apocalipse (194), Mestre Secreto (195) & Missão Final (196) |
| Lederly Mendonça         | Ascensão do Limiar (165), Ruptura (166), Desmortos (167) & Alento (168); Tretas do Coração (169), A Fila Anda (170), Amigos, Amigos... (171) & Pé Na Areia! (172); Vampirisa (178), Ponto de Vista (179) & Meia-Noite (180); Reflexos & Sombras (181), Todos Os Medos (182), Origem (183) & Duelo Final (184)                                                      |
| Daniel Mallzhen          | Eterno Retorno (173), Despertar (174), A Planta Vampiro (175) & O Colecionador (176); Chuva de Meteoros (185), Umbromancia (186), Linhas de Ley (187) & Poder Supremo (188); Todas As Cores (189), Consequências (190), Confrontos (191) & Decisões (192); Labirinto do Amor (197), Encontros (198), Confronto (199) & Brincando Com Fogo (200)                    |
| Daniela Nascimento       | Desafio no Asfalto (177) |

#### One-Shots
| Roteirista          | Edições |
| Daniel Mallzhen     | Bolos & Calacas (153), Quebrado Em Dois (155), No Passinho do Cascão (156), Passe Pra Vitória (157), Quem É A Macê? (158), O Selo Mais Rápido do Oeste (159), O Paradoxo dos Gêmeos (162), Os Cebolas Saem de Férias (163), A Floresta dos Mistérios (164), Marina, Ao Trabalho! (165), O Mestre dos Sonhos (166), A Imbatível (168), Uma Fração de Segundo (169), Poco Moto (171), Mônica Fit (172), A Espada de Cristal (173), Sem Convite (174), Copia Essa (175), Cebola Burguer (177), Mensagem Secreta (179), Caminho Sem Volta (180), Autobiografia (182), O Quadro, A Capivara Astronauta (185), Tropa Cupido (186), Além do Que Se Vê (188), Amigas Inseparáveis (194), O Truque Final (195), Beijo Misterioso (196) & A Melodia Perdida (198) |
| Daniela Nascimento  | Férias, Confusão & Gritaria (153) |
| Felipe Marcantonio  | Titi Tantsor, XavecoTube (154), Quim Sushiman (158), Florescer do Coração (160), Chuva (162), Hábito (166), Ecos do Passado (167), Caos Café (168), O Mistério da Caixa (170), O Sabor da Arte (174), Os Fanfiqueiros (178), A Troca (181) & Erros & Acertos (191) |
| Lederly Mendonça    | A Porta (155), Hora do Ângelo (156), Enigma (159), Verdade Ou Consequência (160), Aparências, Rolê do Espanto (161), Raridade (163), Arquivos Xábeu (164), Doce Como Um Limão (165), O Crush (173), Os Hóspedes (177), Dia do Amigo (179), O Manual dos Descolados (180), Espelho D'Água (182), Por Trás da Tela, Entre Famílias (183), Como Não Vi Você Antes? (184), Happy Hour (187), Reunião (188), Valores (189), Amor Ou Amizade? (190), Razão & Sensibilidade (192), Seguindo Tendências, Dia de Feira (193), Rastro (194), Diante dos Olhos (195), Perdas & Danos (196), Bifurcação, O Artefato da Eternidade (197), A Maldição da Imortalidade & Sempre Em Casa (199)                                                                          |
| Fran Briggs         | Os Esquecidos (157) |
| Marcelo Cassaro     | Quatro Ou Cinco (167), Anteriormente (169), Rancor (170), Longe dos Olhos (171), Ciências Humanas (172), O Segredo de Konkon (175), A Gruta, Labirinto (176), Briga Normal (181), O Homem de Gelo (184), O Contrato (186), Professora Fora do Tempo (187), Missão Begônia (190), Fantasma Na Máquina (191) & Herança (192) |
| Petra Leão          | Amor Verdadeiro? (178) & O Astronauta Solitário (189) |
| Maria Clara Portela | O Tino (198) |

## Série Animada
Uma série animada adaptada dos quadrinhos de Turma da Mônica Jovem é cogitada desde 2009. Estudos para uma série em computação gráfica chegaram a ser realizados e divulgados em vídeos institucionais, além dos planos de criar uma banda de música digital derivada - que chegou a ser introduzida na edição 36 dos quadrinhos. Nesta encarnação, os personagens seriam animados em tecnologia de motion capture, a exemplo de personagens digitais de filmes norte-americanos, e poderiam ter seus bonecos manipulados ao vivo através de técnicas de realidade aumentada. Os custos de produção forçaram tal concepção da série, no entanto, ser abandonada em prol de uma versão mais tradicional.
A primeira aparição dos personagens em animação foi no vídeo institucional "Diga Sim à Vida" (2012), parte de uma campanha de utilidade pública do Ministério da Justiça de combate às drogas. Outras duas peças  - "Conveniência" e "Opinião" (2014) - , lançadas posteriormente sob encomenda da Ambev, obtiveram funções similares como parte da campanha "Papo em Família", que buscava inibir o consumo de bebidas alcoólicas entre jovens. Em ambos os casos, os vídeos se alternavam com outras peças, protagonizadas seja pela família de personagens da personagem Tina, também de Mauricio de Sousa, seja pela Turma da Mônica em sua concepção "clássica".
Em meados de 2012, o desenvolvimento da série de animação foi enfim confirmado oficialmente, com previsão de integrar futuramente a grade do Cartoon Network. Desde então, poucas notícias concretas foram divulgadas, o que constantemente dava margem a boatos e informações desencontradas entre fãs sobre o conteúdo da série e sua data de estreia.
No início de outubro de 2014, um teaser foi divulgado nos intervalos do Cartoon Network, trazendo uma previsão de estreia para novembro do mesmo ano. A peça não trazia cenas da animação, se limitando a reproduzir páginas de quadrinhos da história "O Segredo do Acampamento". A promessa de novidades, no entanto, não foi cumprida.
Em 2015, um segundo anúncio oficial do Cartoon Network prometeu o lançamento iminente da série, chegando a marcar data de estreia (12 de outubro) e horários de exibição (segundas, 19h45). Tais horários, inicialmente, não se confirmaram na grade de programação do referido mês, sendo programados neste horário, episódios inéditos do desenho animado da Turma da Mônica Clássica.
Até que, na semana seguinte à anunciada, uma animação da Turma da Mônica Jovem foi exibida de surpresa no mesmo horário anunciado. O formato da exibição, no entanto, revelou-se não ser o de uma série tradicional. Foi veiculado o episódio piloto - adaptado da história "O Príncipe Perfeito" - dividido em cinco partes de cerca de 2 minutos cada, como interprograma entre os episódios de Turma da Mônica clássica. O piloto foi duramente criticado por fãs pela alegada baixa qualidade de adaptação e animação.
À época, o site institucional de vendas internacionais do estúdio listava entre seus projetos, a série de animação da Turma da Mônica Jovem (com o título "Monica Teen"). A seção incluía uma previsão de 26 episódios para a primeira temporada, que seria formada por episódios de 22 minutos. O material exibido pelo Cartoon Network, na verdade, servia como uma prévia de uma série futura, essa sim dentro dos padrões anunciados - mas ainda sem data de estreia divulgada.
O futuro do projeto ficou indefinido ao público até o dia 10 de Dezembro de 2017, quando a Maurício de Sousa Produções confirmou, em seu Painel na CCXP 2017, que a série tinha enfim entrado oficialmente em produção, agora "da forma que os fãs queriam". O anúncio foi acompanhado de um pequeno teaser do projeto, que não foi disponibilizado online. 

### Primeira Temporada
Uma primeira temporada, produzida pelo Lightstar Studios, foi lançada em 07 de novembro de 2019, composta de 26 episódios de 11 minutos cada. Antes da estreia, três episódios foram disponibilizados de forma antecipada para assinantes Vivo Play; e uma sessão especial, composta de seis episódios, foi exibida pela rede Cinemark, nos dias 02 e 03 de novembro de 2019.
Os episódios da primeira temporada contam com adaptação de Natalia Maeda, Mabel Lopes e Ivan Nakamura e roteiro final de Natália Maeda, com supervisão de Marina Cameron. A direção de arte é de André Rocca, com supervisão criativa de Bruno Honda Leite.
| Número | Episódio                     | Data de lançamento                                                        |
| --- | ---------------------------- | ------------------------------------------------------------------------- |
| Piloto | "O Príncipe Perfeito"        | 19 de outubro de 2015 (Partes 1 a 3) 26 de outubro de 2015 (Partes 4 e 5) |
| Durante a montagem de uma peça teatral do Colégio do Limoeiro, a chegada de um desconhecido agita a galera! Mônica e seus amigos precisam lidar com brigas, intrigas e o abalo de uma antiga amizade. Mas o show deve continuar! Inspirado em Turma da Mônica Jovem #09 – "O Príncipe Perfeito". Argumento por Petra Leão. |                              |                                                                           |
| 01 | "3, 2, 1... Fight!"          | 12 de outubro de 2019                                                     |
| Ao lado de Cascão, Cebola está focado em vencer o 1º Campeonato de Super Treta Fighters do Limoeiro. Mas quando Mônica e Magali decidem entrar no jogo, uma grande mudança nos planos infalíveis acontece! Inspirado em Turma da Mônica Jovem #42 Primeira Série – "Torneio de Games". Argumento por Marcelo Cassaro. |                              |                                                                           |
| 02 | "A Balada da Super Lua"      | 12 de outubro de 2019                                                     |
| Quando os planos de Mônica para um luau com a Turma vão por água abaixo, ela precisa aprender a lidar com alguns imprevistos e mágoas. Enquanto um amigo inesperado oferece apoio, a galera descobre as consequências por não falarem a verdade sobre como se sentiam. |                              |                                                                           |
| 03 | "Veneno Virtual"             | 21 de novembro de 2019                                                    |
| Um blog misterioso faz sucesso, publicando "podres" de algumas pessoas na escola. Todos parecem se divertir com a vida alheia, mas a brincadeira perde a graça quando viram alvo das fofocas. Uma paranoia se instaura. Mônica, incomodada, decide descobrir quem é o bisbilhoteiro anônimo. Inspirado em Turma da Mônica Jovem #57 Primeira Série – "Veneno Virtual". Argumento por Petra Leão.                                                             |                              |                                                                           |
| 04 | "Neko Café"                  | 12 de outubro de 2019                                                     |
| Após um conflito com seu pai, Magali resolve montar o Neko Café, uma cafeteria especializada em gatos! Mas, em meio a tantas incertezas e medos, ela tem muito o que aprender para ver o seu negócio dar certo... Inspirado em Turma da Mônica Jovem #53 Primeira Série – "Tem Gato no Meu Café". Argumento por Petra Leão. |                              |                                                                           |
| 05 | "Luz, Câmera, Cascão"        | 02 de novembro de 2019                                                    |
| A turma se junta para gravar um filme para um concurso na internet, mas Cascão parece não estar levando o trabalho muito a sério. Ao passarem a noite na escola para completar as filmagens, um visitante misterioso acaba trazendo novos rumos ao que se torna um verdadeiro filme de terror. |                              |                                                                           |
| 06 | "Batalha de Quitutes"        | 12 de dezembro de 2019                                                    |
| Ao ver seu posto ameaçado, Quim entra em uma disputa com Titi para saber quem é o melhor cozinheiro. |                              |                                                                           |
| 07 | "Sobre Meninos e Meias"      | 2 de novembro de 2019                                                     |
| É o aniversário do Cascão, e ele acaba de ganhar o grande prêmio em uma competição de parkour. Mônica é encarregada de escolher o presente ideal para ser entregue na festa-surpresa que a turma está preparando, mas Cascão não parece estar muito animado com a data e sua conquista. Mônica percebe que tem algo de errado com o amigo, e faz de tudo para descobrir o que está acontecendo.                                                              |                              |                                                                           |
| 08 | "O Peso de Mil Likes"        | 26 de dezembro de 2019                                                    |
| Denise está com a reputação manchada nas redes sociais. Quando entra na escola uma nova aluna, Isadora, que é gor-da, Denise se aproxima dela na tentativa de parecer tolerante e body positive. Até que a amizade fake começa a se tornar real e Denise tem uma crise de consciência. |                              |                                                                           |
| 09 | "Maga Magali"                | 02 de janeiro de 2020                                                     |
| Magali acaba contando para a turma que Tia Nena é bruxa, e é uma zoa-ção sem tamanho: ninguém acredita nela. Sentindo-se ofendida, Magali decide provar a todos que feitiços são, sim, reais! |                              |                                                                           |
| 10 | "Vote em Mônica"             | 09 de janeiro de 2020                                                     |
| Para defender a permanência das aulas de filosofia na escola, Mônica e Do Contra montam uma chapa para concorrer ao grêmio estudantil. Só que a chapa adversária ganha eleitores com propostas vazias, mas divertidas. |                              |                                                                           |
| 11 | "Nove de Novembro"           | 02 de novembro de 2019                                                    |
| Mônica faz o maior sucesso ao lançar no podcast de Denise a sua primeira música-solo, Nove de Novembro. Mas a alegria dura pouco quando seu diário, onde está guardada a grande inspiração de suas letras, se perde e vira objeto de curiosidade de toda a escola. O que será que significa esta data para Mônica? |                              |                                                                           |
| 12 | "Além de Jurerê"             | 23 de janeiro de 2020                                                     |
| Jeremias e Titi estão treinando para ficarem sarados para uma viagem a Jurerê. É quando surge o convite para participarem de uma oficina de teatro que Isadora vai dar no bairro. Titi acha ridículo, mas Jeremias fica interessado e decide ir escondido. Inspirado em Turma da Mônica Jovem #30 Segunda Série – "Além de Jurerê". Argumento por Felipe Marcantonio.                                                                                        |                              |                                                                           |
| 13 | "Será que é Date?"           | 30 de janeiro de 2020                                                     |
| Todos os casais do bairro vão participar de um jantar de namorados no food truck da praça. Na zo-eira, Mônica chama Cebola para ir com ela e ganharem um desconto fingindo que são um casal, mas Cebola nega o convite. Ele vê a bur-rada que fez quando Do Contra aceita o convite no lugar dele. Cebola fica transtornado: será que Mônica e DC estarão num date?                                                                                          |                              |                                                                           |
| 14 | "Sangue Bom"                 | 13 de setembro de 2021                                                    |
| Quando um novo energético causa estranhos efeitos em Xaveco, Magali e Cascão se unem para resolver este mistério. Inspirado em Turma da Mônica Jovem #89 Primeira Série – "Sangue Fresco". Argumento por Petra Leão. |                              |                                                                           |
| 15 | "Uma Brisa de Liberdade"     | 13 de setembro de 2021                                                    |
| Quando Franja é escolhido para testar um novo modelo de androide, Marina começa a perceber que não vem sendo tratada por ele como deveria... Inspirado em Turma da Mônica Jovem #35 Segunda Série – "Amor Reprimido". Argumento por Marcelo Cassaro. |                              |                                                                           |
| 16 | "Quase Perfeito"             | 13 de setembro de 2021                                                    |
| Embora o relacionamento com Do Contra esteja indo bem, Mônica tem enfrentado um problema muito sério: DC não segue modinhas e acha que não precisa usar desodorante todos os dias. Sem saber como abordar o assunto, ela conta com a ajuda de Magali, Cascuda e Marina para resolver de ver esse mal. Como o casal vai encarar sua primeira discussão? Inspirado em Turma da Mônica Jovem #34 Segunda Série – "O Cecê do DC". Argumento por Marcelo Cassaro. |                              |                                                                           |
| 17 | "Mestre dos Vilões"          | 14 de setembro de 2021                                                    |
| O Colégio do Limoeiro vai sediar um grande evento e a Turma decide participar do concurso de criação do melhor vilão de quadrinhos! Quem será o vencedor? Inspirado em Turma da Mônica Jovem #31 Segunda Série – "O Mestre dos Vilões". Argumento por Felipe Marcantonio. |                              |                                                                           |
| 18 | "Teru Teru Bozu"             | 14 de setembro de 2021                                                    |
| Uma noite de tempestade. Uma antiga tradição japonesa. Rivalidade entre irmãos. Em meio a tudo isso, Nimbus e Do Contra são assombrados por um espírito do passado. Inspirado em Turma da Mônica Jovem #23 Segunda Série – "Briga entre Irmãos". Argumento por Marcelo Cassaro. |                              |                                                                           |
| 19 | "Coração Iluminado"          | 14 de setembro de 2021                                                    |
| Cebola fica nervoso quando descobre que vai ter que fazer trabalho em grupo com Mônica e Do Contra, que estão namorando. Para lidar com essa situação, ele pede para Isadora ensiná-lo a meditar. |                              |                                                                           |
| 20 | "A Sociedade dos Ossos"      | 15 de setembro de 2021                                                    |
| Quando Mônica, Cebola, Xaveco e Irene ficam de detenção, eles precisam resolver suas diferenças para decifrarem um grande mistério do colégio do Limoeiro! Inspirado em Turma da Mônica Jovem #28 Segunda Série – "A Sociedade dos Ossos". Argumento por Felipe Marcantonio. |                              |                                                                           |
| 21 | "O Mundo da Maria Cebola"    | 15 de setembro de 2021                                                    |
| Como é um dia típico da Maria Cebola? Magali vai descobrir que a menina é muito mais do que aparenta. Inspirado em Turma da Mônica Jovem #29 Segunda Série – "O Mundo da Maria Cebola". Argumento por Marcelo Cassaro. |                              |                                                                           |
| 22 | "Contos Trevosos"            | 15 de setembro de 2021                                                    |
| É Dia das Bruxas! A galera se prepara para uma comemoração regada a Contos Trevosos com os amigos. Mas o surgimento de uma garota misteriosa pode fazer com que as coisas terminem como uma verdadeira história de terror... Inspirado em Turma da Mônica Jovem #39 Primeira Série – "Histórias de Arrepiar". Argumento por Petra Leão. |                              |                                                                           |
| 23 | "Capitã Cascuda"             | 16 de setembro de 2021                                                    |
| O Torneio Colegial de Vôlei se aproxima. Depois de muito esforço para treinar o time, Cascuda espera ser escolhida como capitã, mas... todos preferem a Carmem! Furiosa, Cascuda convoca Mônica, Cebola, Cascão e Magali para formar um time rival e lutar pela vaga na competição. Inspirado em Turma da Mônica Jovem #24 Segunda Série – "A Capitã Cascuda". Argumento por Marcelo Cassaro.                                                                |                              |                                                                           |
| 24 | "A Verdade segundo o Xaveco" | 16 de setembro de 2021                                                    |
| Depois de ter seu cartão de crédito cancelado, Carmem resolve se aproveitar das teorias mirabolantes de Xaveco para ganhar dinheiro. O que ela não esperava, no entanto, era que o primeiro livro de autoajuda do amigo teria pistas muito importantes para resolver um grande problema... |                              |                                                                           |
| 25 | "Natal Descompassado"        | 16 de setembro de 2021                                                    |
| Do Contra deixa Mônica na mão ao viajar para a capital justo quando ela consegue marcar o primeiro show da sua banda. Para não perder a grande chance, ela pede a ajuda de Cebola para substituí-lo na bateria. Cebola se esforça para ajudar a amiga, enquanto a relação entre Mônica e DC estremece pela distância. Será que o namoro dos dois sobreviverá ao Natal?                                                                                       |                              |                                                                           |
| 26 | "Um Réveillon Incrível"      | 16 de setembro de 2021                                                    |
| No final da temporada, a turma se reencontra em uma grande confraternização para celebrar a virada do ano. Após os eventos do episódio anterior, Cebola e Irene surpreendem a turma ao chegarem acompanhados, espalhando a suspeita de que começaram a namorar. Ainda assim, Mônica tem uma grande revelação a fazer... talvez. |                              |                                                                           |

### Outras aparições da Turma da Mônica Jovem em Animação
Materiais realizados com funções publicitárias ou institucionais.
| Formato | Episódio                       | Data de lançamento  |
| --- | ------------------------------ | ------------------- |
| Institucional | "Diga sim à Vida"              | 25 de junho de 2012 |
| A Turma Jovem conversa com a comunidade para colocar em prática um plano de revitalizar uma região do bairro degradada, próxima à Escola do Limoeiro. Vídeo feito por encomenda para o Ministério da Justiça. |                                |                     |
| Teste | "Torneio de Games (Fragmento)" | 12 de maio de 2014  |
| Teste de animação de dois minutos, publicado na internet pelo estúdio de animação HGN, que adapta um trecho de "Torneio de Games" (edição 42), com áudio-guia e animação simplificada. Após um pedido da Mauricio de Sousa Produções, a peça foi retirada do ar. |                                |                     |
| Institucional | "Conveniência"                 | 23 de maio de 2014  |
| Tem gente que acha que só porque cresceu um pouquinho já tem direitos de adulto. Mas a Turma da Mônica Jovem e o programa +iD mostram que, para consumir bebida alcoólica, não basta ter crescido, tem que ter mais de 18 anos. Vídeo feito por encomenda para a Ambev.                                                                                                 |                                |                     |
| Institucional | "Opinião"                      | 27 de maio de 2014  |
| Conhecida pela personalidade forte, Mônica sabe que para ser legal entre os amigos e se enturmar não precisa fazer o que os outros fazem, mas, sim, o que é o certo. Olha essa conversa dela com o pai e a Magali. Vídeo feito por encomenda para a Ambev. |                                |                     |
| Institucional | "Papo Reto"                    | 05 de março de 2020 |
| Animação direcionada para jovens de 12 a 16 anos que ajuda a identificar indícios de comportamentos que podem levar um relacionamento a ser abusivo. O projeto é parceria entre a Secretaria de Segurança Pública do Distrito Federal (SSP/DF), Secretaria de Educação do DF (SEE/DF), com o Programa das Nações Unidas para o Desenvolvimento (PNUD) e a ONU Mulheres. |                                |                     |

Além do conteúdo oficial, existem vídeos curtos, animados por fãs, com trechos de histórias publicadas anteriormente pela revista. Podem ser encontrados no Youtube, fan-animations de histórias como Eu sou Você, Umbra e Sombras do Passado.

## Filme
O desenvolvimento de um longa-metragem live-action da Turma da Mônica Jovem foi inicialmente oficializado em setembro de 2016. Com direção de Christiano Metri e lançamento previsto para o segundo semestre de 2018, o filme estava a cargo da Bossa Nova Group, que planejava uma trilogia com os personagens. O projeto seria desenvolvido em paralelo com Turma da Mônica: Laços, com elencos diferentes, e colocaria a Turma em uma "aventura tecnológica" à parte dos quadrinhos.
Na Comic Con Experience de 2016, foi revelado que parte do elenco principal do filme seria escolhido através de audições públicas, com inscrições via internet de atores adolescentes, na mesma faixa etária dos personagens originais. Um personagem inédito, Nik, o Geek, foi introduzido na centésima edição da revista. A intenção era torná-lo figura frequente nos quadrinhos, como preparação para o filme.
Parte do elenco chegou a ser selecionado e foi apresentada gradualmente ao público através de canais no Youtube, onde, encarnando seus personagens, interagiam com o público e recebiam sugestões. A primeira atriz confirmada através destes vídeos, Amanda Torre, interpretava a tímida bruxinha Ramona (filha da Bruxa Viviane, vilã clássica das histórias da Magali). Em seus vídeos, Ramona dava dicas de DIY e astrologia, enquanto comentava sobre sua vida e as aventuras da turma. Denise também ganhou um canal e foi interpretada pela atriz Carolina Amaral, onde soltava fofocas do Bairro do Limoeiro e comentários de moda. E Nik, por sua vez, apresentou um canal de games, interpretado pelo ator Lucas Leto.
Esta versão do projeto seguiu ativa, ao menos, até dezembro de 2018, quando os três canais de Youtube relacionados ao filme (Ramona TMJ, Denise TMJ e Geek TMJ) receberam suas últimas atualizações. Desde então, todos estão inativos. Atualmente, não há previsão de filmagens ou lançamento para o filme.